# 岡本賢
岡本 賢（おかもと まさる、1939年2月23日 - ）は、日本の建築家。元久米設計代表取締役社長。日本建築美術工芸協会会長。

## 人物・経歴
東京都生まれ。1964年名古屋工業大学建築学科卒業、久米建築事務所（現久米設計）入社。1999年同社代表取締役社長。2006年社団法人東京都建築士事務所協会副会長。2007年社長定年68歳の内規により久米設計代表取締役会長。2014年一般社団法人日本建築美術協会会長。岡本賢設計室を開設し、久米設計特別顧問、光鯱会会長、久米・早川建築関連業務共同企業体特別顧問、東京都建築賞選考委員、高校生けんちくコンテスト審査委員長、AACA賞・芦原義信賞選考委員等も歴任した。

## 著書
- 『建築がまちを変える 設計組織トップからの提言』（共著）日経BP 2005年
- 『コンペに勝つ！』（共著）新建築社 2006年